# Isabelle van Keulen
Isabelle van Keulen (Mijdrecht, 16 décembre 1966) est une violoniste et altiste néerlandaise.

## Biographie
Isabelle van Keulen commence le violon à six ans et donne son premier concert à dix. Elle entre au conservatoire d'Amsterdam et travaille avec Davina Van Wely. Elle est lauréate du concours de La Haye en 1980 et en 1983, elle remporte la médaille d'argent au concours Yehudi Menuhin à Folkestone. Elle travaille ensuite à l'Académie d'été de Tours avec Boris Goutnikov et Vladimir Spivakov (1983 et 1984). En mai 1984, elle remporte le Concours Eurovision des jeunes musiciens à Genève. Sa carrière prend immédiatement une dimension internationale et elle enregistre ses premiers disques.
Depuis, elle collabore avec des chefs d’orchestre, tels que Riccardo Chailly, Colin Davis, Neville Marriner, Valeri Guerguiev et Marcello Viotti. De 1997 à 2006, elle fonde et dirige le festival de musique de chambre de Delft. En février 2007, Van Keulen rejoint le trio de cordes Leopold. De 2009 à 2012, elle est directeur artistique de l'Orchestre de chambre norvégien. Depuis septembre 2012, elle est professeur de violon, alto et de musique de chambre, à la Haute école de Lucerne, en Suisse.
Depuis 2012, Isabelle van Keulen est membre du jury du programme Maestro d'Avrotros, dans lequel un célèbre Hollandais dirige un orchestre.
Isabelle van Keulen joue un violon Guarneri del Gesù de 1734, l'ex-Novello.

## Créations
- Erkki-Sven Tüür, Concerto pour violon (1999)

## Discographie
- Sonates pour violon françaises Vol. 1 et 2 (1995)
- Schnittke, concerto pour alto ; Witold Lutosławski, Chain II (1995, Koch Schwann)
- Mozart - Isabelle Van Keulen, Concertgebouw-Kammerorchester (1997, Decca) (OCLC 1011596578)
- Dutilleux, L'arbre des songes - Orchestre symphonique de Bamberg, dir. Marc Soustrot (1997, Koch Schwann) (OCLC 610627445)
- Sonates pour violon de Brahms, Dietrich et Clara et Robert Schumann (juin 1997, Koch Schwann) (OCLC 42043882)
- Mozart, Concertos pour violon - Isabelle Van Keulen, Concertgebouw-Kammerorchester (1998, Philips Classics)
- Tüür, Concerto pour violon - Orchestre symphonique de Birmingham, dir. Paavo Järvi (mai 2002, ECM) (OCLC 1040031530)
- Prokofiev, œuvres pour violon et piano - Ronald Brautigam (Challenge 2012)
- Tango! - musique d'Astor Piazzolla (Challenge 2013)
- Beethoven - Sonates pour violon - Hannes Minnaar, piano (Challenge 2014)
- Grand Tango - musique d'Astor Piazzolla - Isabelle van Keulen Ensemble (Challenge 2016) (OCLC 931639280)
- Ludwig van Beethoven, Concerto pour violon ; triple concerto - Wiener Kammerorchester ; Julian Steckel, violoncelle et  Stefan Vladar, piano et direction (Capriccio 2016)
- Ángeles y Diablo - musique d'Astor Piazzolla - Isabelle van Keulen Ensemble (Challenge 2018) (OCLC 1042065735)